# Samsunspor Kulübü (pallacanestro maschile)
Il Samsunspor Kulübü è una società cestistica avente sede a Samsun, in Turchia. Fondata nel 1966, gioca nel campionato turco e fa parte della polisportiva Samsunspor Kulübü, che ha anche una squadra di calcio.
Disputa le partite interne nella Mustafa Dağıstanlı Sports Hall, che ha una capacità di 2.000 spettatori.

## Palmarès
- Türkiye Basketbol Ligi: 1

1972-1973